# معقد زيتوني علوي
معقد زيتوني علوي (SOC) أو الزَّيتونَةُ العُلْوِيَّة هي مجموعة من نوى جذع الدماغ تعمل في جوانب متعددة من السمع وهي عنصر مهم في المسارات السمعية الصاعدة والهابطة في الجهاز السمعي. ترتبط SOC ارتباطًا وثيقًا بالجسم شبه المنحرف: معظم مجموعات الخلايا في SOC هي ظهرية (خلفية في الرئيسيات) لهذه الحزمة المحورية بينما يتم تضمين عدد من مجموعات الخلايا في الجسم شبه المنحرف. بشكل عام ، يُظهر SOC تباينًا كبيرًا بين الكائنات الأخرى كونه يكون أكبر في الخفافيش والقوارض وأصغر في الرئيسيات.

## روابط خارجية
- Neuro/frames/nlBSs/nl27fr.htm في موقع (MedEd) التابع لجامعة لويولا.
- الصورة في med.utah.edu (اختر 9 ب. بونس)

1. ↑  نموذج تأسيسي في التشريح، QID:Q1406710